# Erateina rhesa
Erateina rhesa är en fjärilsart som beskrevs av Druce 1892. Erateina rhesa ingår i släktet Erateina och familjen mätare. Inga underarter finns listade i Catalogue of Life.